# Omgangsregeling
Omgangsregeling is een regeling waarbij de omgang tussen een kind en een betekenisvolle ander geregeld wordt. Het begrip wordt ook weleens breder gebruikt.
Ouders kunnen zelf een regeling overeenkomen. Een regeling wordt vaak door een rechter uitgesproken als ouders of andere betrokkenen die gezinsleven met het kind claimen, het niet eens kunnen worden over de vraag bij wie wanneer een kind wordt verzorgd en opgevoed.
Omgangsrecht voor ouders bestaat in theorie ook als er geen regeling is vastgesteld.
Als de ouders uit elkaar gaan blijft het kind in meer dan 90% van de gevallen bij de moeder. Ook als ouders wel getrouwd waren wordt een kind bij een echtscheiding door de rechter in meer dan 90% van de gevallen aan de moeder toegewezen. Als ouders niet getrouwd zijn heeft in Nederland de vader vrij weinig rechten. Dat hoeft geen probleem te zijn als ouders elkaar gelijkwaardig behandelen.

## Criminaliteit
Veel vaders hebben na het verbreken van de relatie met de moeder ook geen contact meer met hun kinderen. In Nederland was er in 2006 sprake van 30.000 kinderen die geen contact meer hebben met een of beide ouders, in de praktijk is het meestal de vader met wie het contact verbroken wordt. Dit is slecht voor ouder en kind. Veel van deze kinderen, die dan opgroeien in zogenaamde een-ouder gezinnen, komen in de criminaliteit terecht. En omgekeerd zijn criminele jongeren merendeels afkomstig uit eenouder gezinnen.
Volgens voormalig kinderrechter Nanneke Quik-Schuijt blijkt daarentegen uit onderzoek dat "als een kind contact heeft met een ouder bij wie hij niet woont, onder spanning, dat het dan later met dat kind slechter gaat dan met een kind dat helemaal geen contact heeft".

## Rechter
Veel vaders moeten dan een advocaat nemen en naar de rechter stappen om hun kinderen te blijven zien. De rechters hebben het erg druk en na gemiddeld iets van een half jaar komt er soms een uitspraak. Het kan ook zijn dat er eerst een rapport van de Raad voor de Kinderbescherming wordt gevraagd. In dat geval duurt het dikwijls veel langer voordat er een uitspraak volgt.

## Normale regeling
De wet kent geen standaard voor de omvang van een omgangsregeling. Dit is wel meerdere malen voorgesteld door Kamerleden en onder andere ook door kinderrechter Quik-Schuijt. In veel gevallen wordt bepaald dat het kind om het weekend plus de helft van de schoolvakanties naar zijn vader toe mag.

## Problemen bij de uitvoering van een omgangsregeling
In Nederland raakt 1 op de 4 kinderen binnen een jaar na de scheiding het contact kwijt met een van beide ouders, in 90% van de gevallen de vader. In het merendeel van de gevallen schuift de rechtbank het ontbreken van contact op conto van de vader.
Het (door de moeder) niet nakomen van een door de rechter bepaalde omgangsregeling is lang onbestraft gelaten. Thans kan het niet-nakomen van een door de rechter bepaalde omgangsregeling worden gezien als 'onttrekking aan het ouderlijk gezag', hetgeen strafbaar is in het wetboek van strafrecht.

## De Belgische bilocatiewet
Op 4 september 2006 is in België de bilocatiewet of de wet van het bevoorrechten van gelijkmatig verdeelde huisvesting verschenen. De wet was voorafgegaan door een uitvoerig verslag van de Belgische parlementaire subcommissie familierecht. De bilocatiewet heeft als doel een humanere toepassing van het familierecht. De Belgische wet stelt als norm dat de kinderen na scheiding evenveel tijd dienen door te brengen bij beide ouders, indien één ouder hierom verzoekt. Dus eigenlijk een verankering van het co-ouderschap. Verder heeft de rechter met de bilocatiewet meer adequate sanctiemogelijkheden indien één ouder zijn gezag niet laat gelden en de gerechtelijke uitspraak naast zich neerlegt zoals een dwangsom, uitvoering van de uitspraak van een gerechtsdeurwaarder en de mogelijkheid voor een paradoxale toewijzing.